# Oskar Pawelski
Oskar Pawelski (* 21. April 1933 in Witten; † 27. Januar 2023) war ein deutscher Metallurge und Hochschullehrer.

## Biografie
Pawelski studierte allgemeinen Maschinenbau an der TH Hannover und war dabei ab 1952 Stipendiat der Studienstiftung des deutschen Volkes. Ab 1957 arbeitete er am Max-Planck-Institut für Eisenforschung in Düsseldorf. 1960 promovierte er in Hannover bei Eduard Pestel zu einem vom Max-Planck-Institut betreuten Thema der Mechanik. 1961 wurde Pawelski zunächst Leiter der technischen Laboratorien des Instituts, bevor er ab 1971 Direktor der Abteilung Umformtechnik und wissenschaftliches Mitglied der Max-Planck-Gesellschaft wurde.

### Lehrtätigkeit und Wirken
Von 1964 bis 1976 übte Pawelski eine Lehrtätigkeit für Plastomechanische Grundlagen der Verformungskunde an der TU Clausthal aus. Nach seiner dortigen Habilitation 1970 im Bereich Verformungskunde wurde er 1971 zum außerplanmäßigen Professor ernannt. Ab 1976 lehrte er an der RWTH Aachen Plastomechanik in der Umformtechnik. Pawelski forschte insbesondere zur Verbindung zwischen Mechanik und Werkstoffverhalten bei Eisen- und Nichteisenmetallen. Im Laufe seiner Tätigkeit als Professor betreute er ca. 100 Dissertationen im In- und Ausland, davon 70 eigener Kandidaten.
Die Entwicklung des Warmumformsimulators trug entscheidend zur Untersuchung von Gefügevorgängen bei der Warmumformung bei und ermöglichte die Optimierung von Produktionsanlagen. 1964 entwickelte Pawelski ein Gerät zur Messung der Planheit von Walzband, das 1968 patentiert wurde.
Pawelski war seit 1959 Mitglied im Verein Deutscher Eisenhüttenleute, dort von 1969 bis 1980 Vorsitzender der Arbeitsgemeinschaft Walzwerkstechnik und ab 1980 Vorsitzender der Arbeitsgruppe zur Förderung von Forschungsarbeiten auf dem Gebiet der dieser in der Hüttenindustrie. Von 1971 bis 1983 war Pawelski zudem Vorsitzender des Arbeitskreises für Grundlagen in der Formgebung. Bis zu seinem Tod war er Mitglied der Arbeitsgemeinschaft Umformtechnik AGU.

## Publikationen
Pawelski hat mehrere Bücher sowie zahlreiche Publikationen zu seinem Fachgebiet verfasst. Er war ab 1985 Chairman des Editorial Board der Zeitschrift steel research international (vormals Archiv für das Eisenhüttenwesen) des Verlages Stahleisen, Düsseldorf.
Hauptwerke:
- 1962 Der Spannungszustand beim Ziehen und Einstoßen von runden Stangen, VS Verlag für Sozialwissenschaften, Wiesbaden, ISBN 978-3-663-04580-9
- 1968 Untersuchungen über die Reibung bei der bildsamen Formgebung, VS Verlag für Sozialwissenschaften, Wiesbaden, ISBN 978-3-663-06562-3
- 1976 Wege und Grenzen der Plastomechanik bei der Anwendung in der Umformtechnik, Westdeutscher Verlag, Opladen, ISBN 978-3-531-08256-1
- 1995 Umformtechnik. Plastomechnik und Werkstoffkunde, Springer Verlag, Berlin, ISBN 978-3-540-56682-3
- 2000 Technische Plastomechanik: Kompendium und Übungen, Verlag Stahleisen, Düsseldorf, ISBN 978-3-514-00659-1

## Auszeichnungen
- Bundesverdienstkreuz am Bande[6]
- 1968 Walter-Masing-Preis[7]
- 2014 Kurt Lange-Medaille der Arbeitsgemeinschaft Umformtechnik AGU[8]

## Persönliches
Sein Sohn Hartmut ist ebenfalls promovierter Ingenieur und dazu Dipl.-Physiker und war Führungskraft beim Düsseldorfer Unternehmen SMS. Sie haben auch zusammen Bücher verfasst, so das Werk „Technische Plastomechanik: Kompendium und Übungen“. Pawelski lebte in Ratingen-Hösel, wo er auch bestattet ist. Er spielte Geige.